# 개웅산
개웅산(開雄山)은 대한민국 서울특별시 구로구 오류2동·개봉3동·천왕동의 경계에 있는 산으로서, 개웅산 봉화대라고도 하는데 높이는 해발 125m로 되어 있다.

## 위치
개웅산은 구로구 오류동과 개봉동의 경계가 되는 천신(天神)마을의 뒷산이다. 비교적 완만한 산으로 높이는 125m이다. 1997년에 개웅산 근린공원 조성 계획을 수립하여 2006년 5월 1차 공원 사업이 마무리 되었다. 이를 통해 1만 5000m2 면적에 팔각정, 배드민턴장, 휴게 시설 및 운동 시설, 등산로가 조성되었다. 연간 10만여 명의 시민들이 개웅산을 이용하고 있으며, 매년 이용하는 시민들의 수도 증가하는 추세이다.
구로구는 개웅산 근린공원이 인근 금천·영등포 주민뿐만 아니라 광명·부천 시민 들의 사랑을 받자 2008년 3월에 개웅산 근린공원 2차 사업에 착수하였다. 이를 통해 4만 2000m2 면적에 자연 학습장, 순환 등산로, 광장 등을 만들고 체육 시설과 휴게 시설 등을 설치하였으며, 1977년에 공군 부대가 주둔하면서 설치하였던 철조망도 철거하였다. 철조망 자리에는 5,000m2 규모의 자연 학습장을 조성하였다. 또한 구로구 오류2동과 개봉2, 3동을 잇는 순환등산로(1650m)에는 때죽나무, 복자기나무 등 수십 종의 나무를 식재하였다. 구로구에서는 매월 둘째, 넷째 주 토요일에 개웅산의 문화, 역사, 자연 생태를 탐방할 수 있는 숲속 여행 프로그램을 운영하고 있다.

## 전해오는 이야기
개웅산은 조선시대에 이 산에서 봉화를 올렸다하여 봉화대(烽火臺)라고도 부른다. 개웅산이라는 명칭은 인접한 마을의 지형이 움푹 들어간 관계로 난리가 날 때마다 총탄이 개웃개웃 피해 가서 개웅마을이라 불렀고, 산 이름도 여기에서 유래했다고 한다.
봉화란 밤에 불을 피워서 신호를 삼는 통신 수단을 말하는데 3·1운동 당시에도 마을 주민들이 이 개웅산에서 봉화를 올리며 일제에 항거하였다고 전한다. 전근대 시기 중요한 국방·통신 시설로 불이나 연기를 피워 정보를 전달하였던 봉수는 이미 삼국시대부터 존재했던 것으로 보인다.

## 주변환경
개웅산은 능선이 세 방향으로 뻗어 삼각형을 이룬다. 산맥은 구로구의 동쪽에 있는 관악산맥으로 구로구 항동과 천왕동의 경계에 있는 굴봉산(145m)과 남북 방향으로 길게 뻗어 경기도 부천시 옥길동과 경계가 되는 건지산(134m)으로 이어져 있다.
개웅산 남동쪽으로는 목감천이 흐르고 있으며, 남남동 방향으로 광명시의 도덕산이 자리하고, 남서쪽으로는 굴봉산이 자리한다. 개웅산에는 팔각정자, 목재데크 등 다양한 휴식시설이 갖춰져 있고 단풍나무·참나무·소나무·아카시나무·물레나물·바위취 등 160여 종, 29만 7000여 주에 이르는 다양한 식생이 잘 보전되어 있다.

## 같이 보기
- 수도권 전철 1호선 오류동역
- 서울 지하철 7호선 천왕역